# Seventeen (canción de Winger)
Seventeen es un sencillo lanzado por la banda estadounidense heavy metal Winger, de su álbum Winger. Lanzada en 1988, la canción apareció en el número 26 en Billboard Hot 100. A pesar de su sonido pop metal, Kip Winger señala que la melodía es musicalmente una canción de metal progresivo y que en realidad es bastante difícil tocar y cantar simultáneamente. Junto con "Headed for a Heartbreak", "Madalaine" y "Go To Hell", es la canción más popular de Winger por la cual son más recordados.
Según Kip Winger, se inspiró en la canción de The Beatles, "I Saw Her Standing There", que contiene la letra, "Bueno, ella solo tenía diecisiete años / Si sabes a qué me refiero / Y cómo se veía / Era mucho más que comparar "y que no sabía que era ilegal que un adulto tuviera relaciones sexuales con un joven de diecisiete años. Winger también afirmó que nunca había tenido relaciones sexuales con una joven de 17 años después de la edad de 21.
El lado B para este sencillo fue el corte del álbum "Hangin 'On".
Aparece en los videojuegos, Guitar Hero Encore: Rocks the 80s para PlayStation 2, Saints Row para Xbox 360 y Rock Band 4 como DLC.
La canción fue nombrada la 30a mejor canción de heavy metal de todos los tiempos por VH1.
En el programa  Beavis & Butt-Head , Butt-Head comenta que este es el tema principal de Joey Buttafuoco, conocido por el escándalo Amy Fisher.